# 天风
天风是三自爱国教会的机关刊物，也是中華人民共和國发行量最大的基督教杂志。
该杂志创刊于1945年，由吴耀宗等人创办，一開始天風是一份由基督教青年会出版的自由主義神學刊物。1949年起天风成为三自爱国教会的機關刊物。该杂志于1964年停刊。 1980年10月20日復刊。